# Абеле, Артур
Арту́р А́беле (нем. Arthur Abele; род. 30 июля 1986[…], Мутланген, Баден-Вюртемберг, ФРГ[…]) — немецкий легкоатлет, специализирующийся в многоборье. Чемпион Европы в десятиборье, серебряный призёр чемпионата Европы в помещении в семиборье (2015). Чемпион Германии. Участник летних Олимпийских игр 2008 и 2016 годов.

## Биография
Начал представлять Германию на международных соревнованиях с 2004 года. Становился серебряным призёром юниорского чемпионата Европы в десятиборье. В первый раз набрал больше 8000 очков, когда ему не исполнилось и двадцати лет (8012 — 2006 год).
Большую часть карьеры Артура преследовали травмы. Среди них проблемы с бедром и коленями, паховая грыжа, порванные связки, стрессовые переломы. Из-за этого вся его карьера развивалась отрывками: период роста результатов часто сменялся продолжительным лечением. Тем не менее каждое возвращение Абеле сопровождал новыми личными рекордами.
Первую крупную победу одержал на престижном турнире в Ратингене в 2007 году. Артур установил там личный рекорд 8269 очков. Спустя год он поехал на Олимпийские игры в Пекине, где соревнования для него закончились после 4 вида, прыжка в высоту, из-за травмы.
Восстановление оказалось очень затяжным. Абеле изредка проверял свою готовность в отдельных дисциплинах, однако впервые полностью закончить десятиборье ему удалось лишь спустя 5 лет после олимпийской неудачи, в июне 2013 года. Возвращение получилось удачным — 8151 очко.
На чемпионате Европы 2014 года ему удалось установить личный рекорд, 8477 очков, но это оказалось недостаточно для медали (Артур остался на 5-м месте). Зато спустя полгода на чемпионате Европы в помещении очередное персональное достижение (6279 очков) принесло ему серебряную медаль в семиборье. Выше сумму набрал только россиянин Илья Шкуренёв. При этом это было лишь второе семиборье в карьере Абеле, которое он закончил до конца (и четвёртое вообще).
В процессе подготовки к летнему сезону 2015 года он порвал ахиллово сухожилие. Лечение заняло около 8 месяцев. Ещё полгода он проверял свои силы в отдельных дисциплинах (беге с барьерами, прыжке с шестом, спринте). Наконец в июне 2016 года на соревнованиях в Ратингене он установил новый личный рекорд (8605 очков) и лучший результат сезона в мире.
На Олимпийские игры 2016 года он отправлялся в качестве претендента на медаль, но в итоге не смог показать свои лучшие результаты и остался на 15-м месте.
Тренируется у бывшего десятиборца Кристофера Халльмана. Работает в фирме из Алена техническим специалистом по электронной автоматизации производства.
В 2016 году у Артура и его жены Зузанн родился сын Джей Трэвис.

## Личные рекорды в отдельных видах десятиборья
| Дисциплина        | Результат | Год  |
| ----------------- | --------- | ---- |
| 100 м             | 10,67     | 2014 |
| Прыжок в длину    | 7,57 м    | 2016 |
| Толкание ядра     | 15,79 м   | 2016 |
| Прыжок в высоту   | 2,04 м    | 2007 |
| 400 м             | 47,98     | 2008 |
| 110 м с барьерами | 13,55     | 2014 |
| Метание диска     | 46,20 м   | 2016 |
| Прыжок с шестом   | 5,01 м    | 2014 |
| Метание копья     | 71,89 м   | 2016 |
| 1500 м            | 4.15,35   | 2008 |

## Основные результаты
| Год  | Турнир                         | Место проведения         | Дисциплина       | Место | Результат  |
| ---- | ------------------------------ | ------------------------ | ---------------- | ----- | ---------- |
| 2004 | Чемпионат мира среди юниоров   | Гроссето, Италия         | десятиборье (юн) | 7-е   | 7224       |
| 2005 | Чемпионат Европы среди юниоров | Каунас, Литва            | десятиборье (юн) | 2-е   | 7634       |
| 2007 | Чемпионат мира                 | Осака, Япония            | десятиборье      | 9-е   | 8243       |
| 2008 | Hypo-Meeting                   | Гётцис, Австрия          | десятиборье      | 7-е   | 8220       |
| 2008 | Олимпийские игры               | Пекин, Китай             | десятиборье      | —     | DNF (2989) |
| 2014 | Чемпионат Европы               | Цюрих, Швейцария         | десятиборье      | 5-е   | 8477       |
| 2015 | Чемпионат Европы в помещении   | Прага, Чехия             | семиборье        | 2-е   | 6279       |
| 2016 | Олимпийские игры               | Рио-де-Жанейро, Бразилия | десятиборье      | 15-е  | 8013       |